# Аграрные закупки и снабжение
ОАО «Аграрные закупки и снабжение» при Министерстве сельского хозяйства Азербайджанской Республики (азерб. Kənd Təsərrüfatı Nazirliyi tabeliyində Aqrar Tədarük və Təchizat ASC) — открытое акционерное общество, созданное в целях стимулирования производства и переработки сельскохозяйственной продукции в Азербайджане, дальнейшего повышения эффективности и обеспечения системности работы по организации в централизованном порядке закупок сельскохозяйственной и продовольственной продукции по государственному заказу.

## История
14 декабря 2018 года Президент Азербайджана Ильхам Алиев подписал указ о создании Открытого акционерного общества «Аграрные закупки и снабжение» Архивная копия от 22 июня 2020 на Wayback Machine при Министерстве сельского хозяйства. Общество является правопреемником Открытого акционерного общества «Заготовка продовольственной продукции и снабжение ею». Устав был утверждён 4 июля 2019 года.

### Деятельность
17 января 2020 года продукция Азербайджана была представлена на 85-й выставке «Международная зелёная неделя» в Берлине. На выставку также приняли участие министр Сельского хозяйства Инам Керимов и посол Рамин Гасанов.
23 января 2020 года в Дубае было организовано мероприятие «Азербайджанская сельскохозяйственная продукция: Выставка и дегустация».
30 января 2020 года в Афинах состоялся бизнес-форум под названием «Открытие Азербайджана: представление бизнес-возможностей греческому обществу». В рамках форума была организована выставка и дегустация шафрана, шафранового джема, чая, меда, риса, вина, хурмы, наршараба, фундука, различных варений, Загатальского чая, рисовой муки, риса, гороха, меда и прочей продовольственной продукции под брендовым наименованием «Из села в город». 

## Проекты

### AFAQ
Проект осуществляется совместно с Продовольственной и Сельскохозяйственной Организацией ООН. Исполнение проекта стартовало в конце 2019 года. Проект осуществляется с целью поддержки женщин, занимающихся аграрной деятельностью, обеспечения гендерного равенства в этой сфере, увеличения занятости в регионах, а также повышение социального благосостояния людей, проживающих в сельской местности. В рамках проекта регулярно осуществляются встречи с женщинами, занимающимися сельским хозяйством, для них организуются обучения, им оказывается консультационная поддержка для расширения хозяйства. 
24 октября 2019 года презентация AFAQ была представлена на мероприятии ФАО в Будапеште

### «Из города в село»
Проект осуществляется с целью повышения занятости населения, проживающего в регионах, создания альтернативного канала продаж и источника дополнительного дохода для хозяйств местных фермеров, а также отличающейся туристической возможности для жителей города и иностранных туристов. 
Первый тур в рамках проекта «Из города в село» был проведён 3 сентября 2019 года в селе Тазакенд Исмаилинского района.
15 декабря 2019 года совместно с USAID (Агентством США по международному развитию) был организован агротур на ферму «Цитрусовая долина», расположенную в поселке Истису города Лянкяран. В рамках проекта до сегодняшнего дня состоялось более 40 агротуров.

### «Из села в город»
В рамках проекта «Из села в город» продукция местного производства выставляется на продажу фермерами, заранее обратившимися для участия на ярмарке.
24-27 сентября 2019 года продукты «Из села в город» на Всемирной московской международной продовольственной выставке.